# Juzgado de Primera Instancia (Alemania)

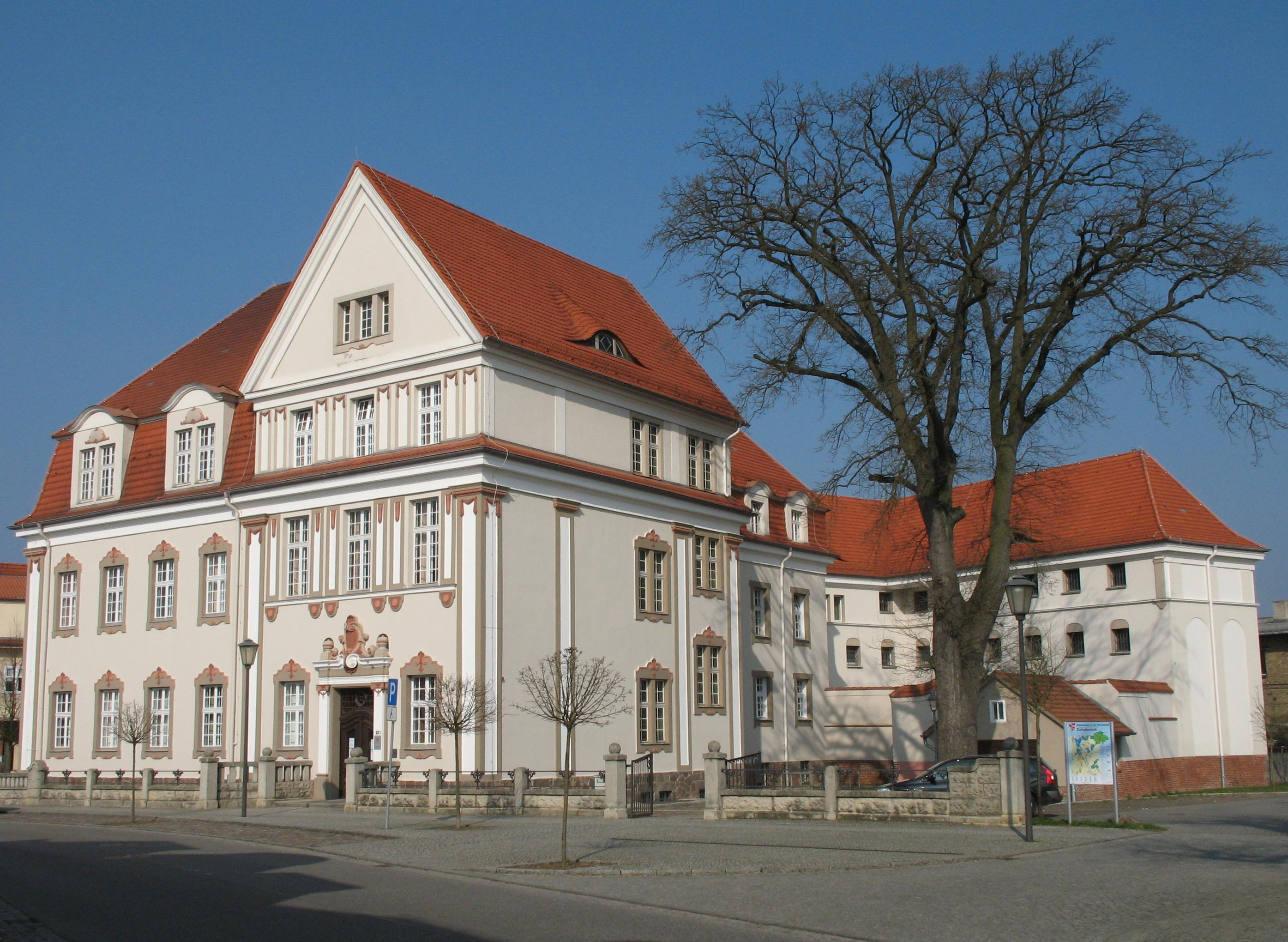
Amtsgericht en Zehdenick

El Juzgado de Primera Instancia (en alemán, Amtsgericht; abreviado, AG) es un juzgado local, el de menor jerarquía dentro de la llamada jurisdicción ordinaria (ordentliche Gerichtsbarkeit) del poder judicial de Alemania. El nivel inmediatamente superior es el Tribunal de Distrito (Landgericht).

## Competencias

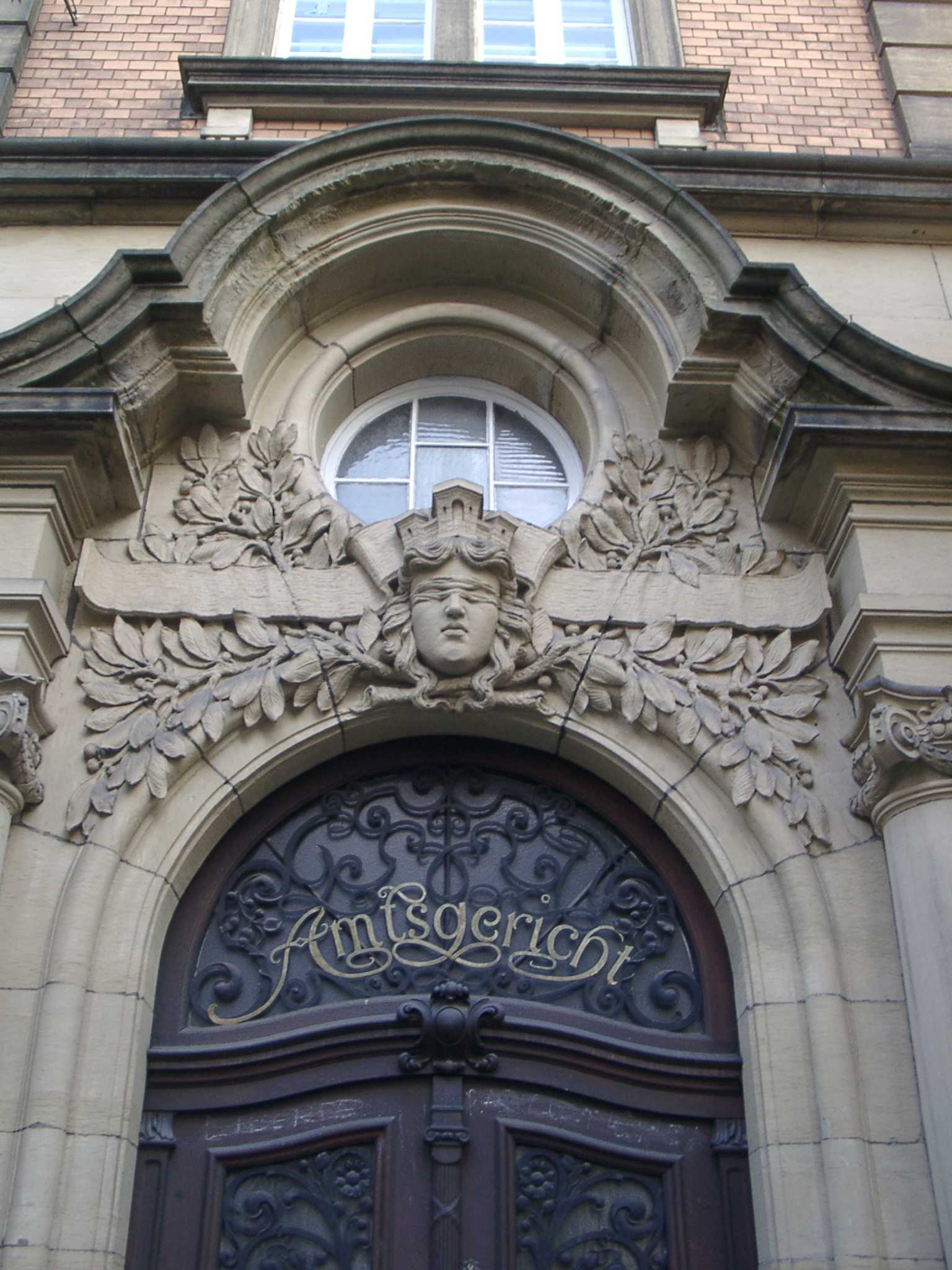
Entrada del Juzgado de Primera Instancia de Weinheim

Tiene competencia en la mayoría de las materias judiciales civiles y penales.
Las principales materias que están bajo la jurisdicción del Juzgado de Primera Instancia en Alemania son:
- Juzgado de primera instancia para casos civiles donde la cuantía es igual o menor a 5000 euros, y para casos relativos a arrendamiento, matrimonio, alimentos y custodia de menores.
- Juzgado de primera instancia para casos criminales en los que la pena sea de multa o de reclusión menor a cuatro años.
- Administración de varios registros públicos como los de las compañías, asociaciones, cooperativas y el registro de propiedad de la tierra.

## Número de Juzgados de Primera Instancia
En 2005, en Alemania hay 638 Juzgados de Primera Instancia, adscritos a 115 Tribunales de Distrito. El territorio jurisdiccional de cada Juzgado suele comprender un pequeño número de ciudades o municipios.
| Tribunal Superior de Justicia | Estado                            | Tribunales de Distrito | Juzgados de 1ª Instancia | Población |
| ----------------------------- | --------------------------------- | ---------------------- | ------------------------ | --------- |
| OLG Hamm                      | Renania del Norte-Westfalia       | 10                     | 77                       | 9.038.000 |
| OLG München                   | Baviera                           | 10                     | 27                       | 6.968.000 |
| OLG Stuttgart                 | Baden-Wurtemberg                  | 8                      | 56                       | 6.198.000 |
| OLG Frankfurt am Main         | Hesse                             | 9                      | 41                       | 6.092.000 |
| OLG Düsseldorf                | Renania del Norte-Westfalia       | 6                      | 29                       | 4.755.000 |
| OLG Karlsruhe                 | Baden-Wurtemberg                  | 9                      | 52                       | 4.538.000 |
| OLG Dresden                   | Sajonia                           | 5                      | 25                       | 4.274.000 |
| OLG Köln                      | Renania del Norte-Westfalia       | 3                      | 23                       | 4.265.000 |
| OLG Celle                     | Baja Sajonia                      | 9                      | 41                       | 4.126.000 |
| Kammergericht                 | Berlín                            | 1                      | 11                       | 3.395.000 |
| OLG Nürnberg                  | Baviera                           | 5                      | 28                       | 3.057.000 |
| Schleswig-Holsteinisches OLG  | Schleswig-Holstein                | 4                      | 22                       | 2.833.000 |
| OLG Koblenz                   | Renania-Palatinado                | 4                      | 31                       | 2.638.000 |
| Brandenburgisches OLG         | Brandeburgo                       | 4                      | 24                       | 2.559.000 |
| OLG Oldenburg                 | Baja Sajonia                      | 3                      | 23                       | 2.475.000 |
| OLG Naumburg                  | Sajonia-Anhalt                    | 4                      | 25                       | 2.470.000 |
| OLG Bamberg                   | Baviera                           | 7                      | 18                       | 2.443.000 |
| Thüringer OLG                 | Turingia                          | 4                      | 23                       | 2.335.000 |
| Hanseatisches OLG             | Hamburgo                          | 1                      | 8                        | 1.744.000 |
| OLG Rostock                   | Mecklemburgo-Pomerania Occidental | 4                      | 10                       | 1.707.000 |
| Pfälzisches OLG Zweibrücken   | Renania-Palatinado                | 4                      | 15                       | 1.421.000 |
| OLG Braunschweig              | Baja Sajonia                      | 2                      | 16                       | 1.392.000 |
| Saarländisches OLG            | Sarre                             | 1                      | 10                       | 1.050.000 |
| Hanseatisches OLG Bremen      | Bremen                            | 1                      | 3                        | 663.000   |